# Platice
Platice (cyr. Платице) – wieś w Bośni i Hercegowinie, w Republice Serbskiej, w gminie Gacko. W 2013 roku liczyła 6 mieszkańców.